# Leila Selli
Leila Selli, pseudonimo di Lella Spadaro (Roma, 18 luglio 1940 – 25 marzo 2012), è stata una cantante italiana, nipote di Odoardo Spadaro.

## Biografia
Inizia la sua carriera alla fine degli anni '50. Continua a pubblicare dischi negli anni 70. 
Nel 1974 partecipa con Cara signora al Cantagiro.
Nel 1975 partecipa al Festival di Sanremo 1975 con la canzone Sola in due non arrivando in finale; nello stesso anno pubblica il singolo Amica estate/Non litigo più, in cui entrambi brani sono scritti insieme a due componenti dei Romans, Claudio Natili e Ignazio Polizzy Carbonelli.
Nel 1984 scrive la canzone Che t'ha fatto 'sta Roma, incisa da Ciccio Graziani.
Muore il 25 Marzo 2012.

## Discografia

### Album
- 1967 - Sanremo cantata (Carosello Records, PLP 314; con Meri Marabini e Gianni Duca; Leila Selli canta Io, tu e le rose, Per vedere quanto è grande il mondo e Io per amore)
- 1991 - Leila (Pawaland, 510260-1)

### EP
- 1967 - 17mo Festival San Remo 1967 (Gamma, GX 07-452; pubblicato in Messico; con Meri Marabini e Gianni Duca. La Selli canta Yo Tu Y Las Rosas versione in spagnolo di Io, tu e le rose)

### Singoli
- 1959 - Baciami così/Bye (Fonit-Cetra, SP 637; inciso come Lella Spadaro)
- 1974 - Cara signora/Elisa (Variety, FNP-NP 10218)
- 1975 - Sola in due/Non litigo più (Mustang, MS 100.003)
- 1975 - Amica estate/Non litigo più (Polaris, FK 25)
- 1976 - Mille volte/Sorride e va (Warner Bros., T 16734 )